# The Psychedelic Furs

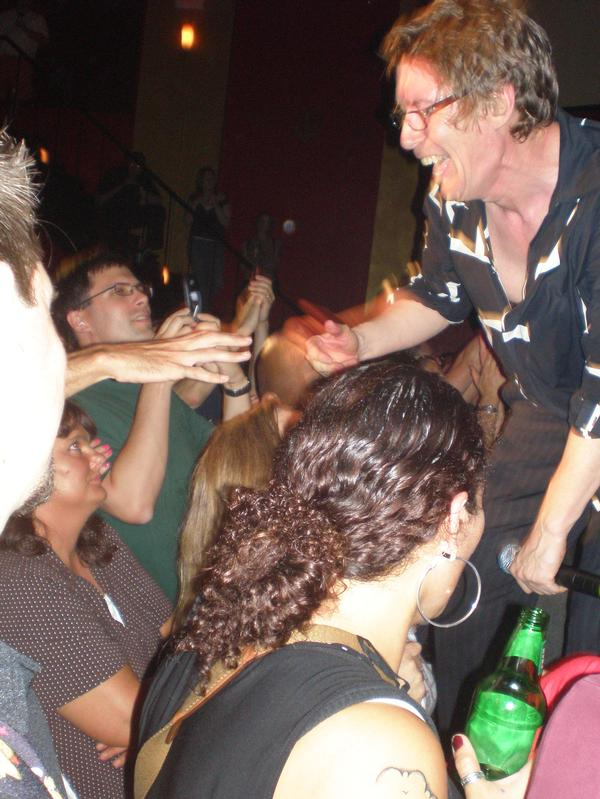
The Psychedelic Furs live in 2007

The Psychedelic Furs is een Britse postpunk-band, die in de late jaren zeventig opgericht werd en bestond tot in de vroege jaren negentig. Vanaf 2000/2001 is de band weer actief en speelt wereldwijd concerten.
De band heeft in de beginperiode meerdere namen gehad. De eerste samenstelling in 1977, met Richard Butler als zanger, basgitarist Tim Butler (zijn broer), Duncan Kilburn op de saxofoon, Roger Morris op de gitaar en Paul Wilson als drummer, noemde zich RKO. Vervolgens heetten ze nog Radio en The Europeans, terwijl ze zich eveneens The Psychedelic Furs noemden, maar kozen uiteindelijk toch voor The Psychedelic Furs, "de psychedelische pelzen". Wilson verliet de groep reeds in 1979; in zijn plaats kwam Vince Ely, en John Ashton vervoegde zich bij de band als tweede gitarist.
Het geluid van The Psychedelic Furs was pop-achtiger dan de meeste punk-groepen uit die tijd, hetgeen een gevolg was van hun mengeling van punk- en psychedelic rock-invloeden. Hun eerste album uit 1980 vertoont sterke invloed van David Bowie. Het album was geen groot succes, noch in de Verenigde Staten, noch in hun thuisland, waar het de top 20 niet haalde.
Hun tweede album, Talk Talk Talk uit 1981, bleek echter wel aan te slaan, ofschoon niet zozeer in Amerika; in Groot-Brittannië werden er twee singles uit geperst, Dumb Waiters en Pretty in Pink. John Hughes maakte, geïnspireerd door dit laatste nummer, de gelijknamige film Pretty in Pink. Morris en Kilburn verlieten de groep in 1982, waarop de band naar de staat New York trok, alwaar ze het album Forever Now opnamen met Todd Rundgren als producer. Van dit album werd Love My Way een klein hitje. Vervolgens vertrok ook Ely, die door Keith Forsey als nieuwe drummer vervangen werd.
Ze bereikten voor het eerst de Britse top 40 in 1984, met het nummer Heaven uit het album Mirror Moves. Toen ze in 1986 de single Pretty in Pink heropnamen om als soundtrack voor de gelijknamige film te fungeren, slaagden ze er voor het eerst in zowel in Groot-Brittannië als in de VS de hitparade binnen te dringen, met plaatsen 18 en 41 respectievelijk.
Door toedoen van dit commerciële succes moedigde producer Rundgren hen aan een nieuw album op te nemen, wat resulteerde in Midnight to Midnight. Volgens zanger Richard Butler was dit in feite hun slechtste album, dat artistiek tekortschoot en louter om commerciële redenen gemaakt was. Ironisch genoeg bevatte het net het grootste succesnummer van The Psychedelic Furs, Heartbreak Beat, dat hun voornaamste Amerikaanse hit werd. Rond het jaar 1987 was de groep ook in de VS en Canada populair geworden.
Desondanks wilden ze terug naar de oorspronkelijke, ruwere sound van de beginjaren: All that Money Wants was een grillige song die ze speciaal componeerden voor de compilatie All of this and Nothing in 1988. Voor Book of Days in 1989, dat terug aansloot bij de minder commerciële stijl, kwam Vince Ely tijdelijk terug. Hun laatste album, Better Days, borduurde op hetzelfde elan voort.
Begin jaren 90 vielen The Psychedelic Furs uiteen; de gebroeders Butler stichtten Love Spit Love. Voor een reünie in 2000 namen ze een studioversie van Alive (for once in my lifetime) op, alsook drie nog niet eerder uitgegeven songs: Anodyne (Better Days), Cigarette en Wrong Train. Voor deze reünie bestond de bezetting naast de Butlers uit John Ashton en de drummer van Love Spit Love, Frank Ferrer. In 2001 verscheen het live-album Beautiful Chaos: Greatest Hits Live. 
De muziek van de band bereikte een heel nieuw publiek via films en series waarin muziek van de band was te horen, waaronder Love My Way in de film Call Me by Your Name en The Ghost Of You in de Netflix-serie Stranger Things. 
In 2020 verscheen voor het eerst in bijna 30 jaar een nieuw studio-album: Made Of Rain. Geproduceerd met voormalig bandlid Richard Fortus. Het album werd voorafgegaan door de singles Don't Believe, No-One, You'll Be Mine en Come All Ye Faithful. Het werd zeer goed ontvangen door de pers en kwam op #13 binnen in de UK Album chart. Begin 2021 kwam Wrong Train op single uit, voorzien van een video gebaseerd op Richard Butler's schilderijen. In september 2021volgde aan de vooravond van de Made Of Rain Tour de single Evergreen.
Richard Butler schreef samen met Martin Gore 4 nummers voor het album Memento Mori uit 2023 van Depeche Mode, waaronder de eerste single Ghosts Again.

## Discografie
- 1980 The Psychedelic Furs
- 1981 Talk Talk Talk
- 1982 Forever Now
- 1984 Mirror Moves
- 1987 Midnight to Midnight
- 1988 All of this and Nothing (compilatie)
- 1989 Book of Days
- 1991 World Outside
- 2020 Made Of Rain